# Shingo Katayama
Shingo Katayama (片山 晋呉, Chikusei, Prefectura d'Ibaraki, 31 de gener de 1973) és un golfista japonès. Katayama es convertí en professional en 1995 i ha jugat a temps complet al Japan Golf Tour des de 1997. Abastà les llistes de guanys al Japan Golf Tour en cinc vegades: 2000, 2004, 2005, 2006, i 2008. Ha guanyat 26 tornejos en el Japan Golf Tour.